# Ropucha obrovská
Ropucha obrovská (Rhinella marina) je velká pozemní ropucha s domovinou ve Střední a Jižní Americe. Má velmi dobrou rozmnožovací schopnost. Tato žába je tak reprodukčně úspěšná také díky svým stravovacím návykům, které jsou mezi ostatními žábami neobvyklé. Požírá totiž nejenom živou kořist, ale i mrtvou. Dospělé žáby mají velikost obvykle 10 až 20 cm, ale největší zaznamenaný exemplář měřil 40 cm a vážil 2,70 kg.
Kvůli svému nenasytnému apetitu byla ropucha obrovská vysazena do mnohých oblastí Pacifiku (včetně Austrálie) a Karibiku jako způsob boje proti škůdcům. Byla využívána zejména na třtinových plantážích proti škodlivému broukovi Dermolepida albohirtum a tak taky získala své anglické jméno "cane toad" (cane = třtina, toad = ropucha). Paradoxně se na mnoha místech vysazení sama stala škůdcem. Dospělé žáby i pulci jsou po požití vysoce toxičtí pro většinu zvířat. V oblastech nepůvodního výskytu tak tato ropucha zabíjí mnoho místních predátorů. Je to nejenom ekologický problém, ale přináší to také mnoho negativních dopadů pro zemědělce.

## Popis
Jak české druhové jméno napovídá, ropucha obrovská patří k největším druhům žab. Samice jsou obecně větší než samci a mívají průměrnou velikost 10 až 15 cm, mohou však dorůst i mnohem více. Ropucha jménem "Prinsen", chovaná ve Švédsku, je zaznamenána v Guinnessově knize rekordů jako největší exemplář. Vážila 2,65 kilogramů a měřila od nosu po řitní otvor 38 centimetrů, a s nataženýma nohama 54 centimetrů. Délka života se v přírodě odhaduje na 10 až 15 let a v zajetí je okolo dvaceti let.
Ropuchy obrovské mohou být zbarveny v různých odstínech šedé, hnědé, červenohnědé nebo olivové barvy a na těle mají proměnlivé barevné vzory. Břišní strana je zbarvena krémově a mohou na ní být skvrnky v odstínech černé a hnědé. Kůže ropuchy obrovské je suchá a bradavičnatá. Nad očima má jasně viditelné hřebeny, které pokračují dolů po čenichu. Za očima jsou velké příušní žlázy. Zornice je horizontální a je obklopena zlatou duhovkou. Mezi prsty zadních nohou je plovací blána, prsty předních nohou jsou bez ní.
Mladé žabky bývají velké jen 5 až 10 milimetrů. Většinou mají hladkou tmavou kůži, ale některé exempláře mají načervenalé zbarvení. Mladé žabky postrádají velké příušní žlázy, takže jsou méně jedovaté. Protože postrádají tuto klíčovou obranu, odhaduje se že pouze půl procenta žabek dosáhne dospělosti. Pulci jsou celí černí. Mohou dosáhnout velikosti až 27 milimetrů ale obvykle jsou menší - do 22 milimetrů, a to kvůli podmínkám v pulci přecpaném prostředí. Obývají dno a shromažďují se okolo rostlin.

## Způsob života

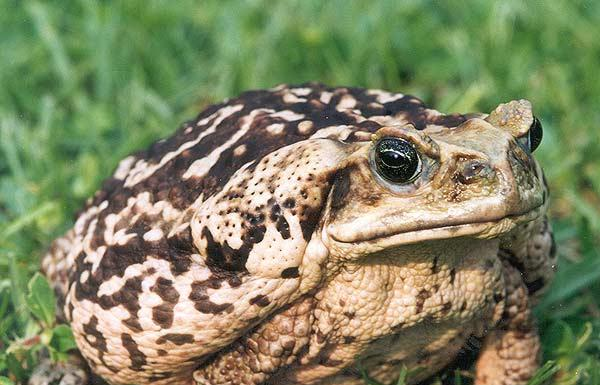
Světle zbarvená ropucha obrovská

Dospělé ropuchy obrovské mají za očima velké příušní žlázy a ještě další žlázy na hřbetě. V ohrožení žáby vylučují z těchto žláz mléčně bílou tekutinu. Tato tekutina obsahuje bufotoxiny, které jsou toxické pro mnoho zvířat i pro člověka. Existují zprávy o mnoha úhynech zvířat a dokonce i o úmrtích lidí po požití jedu ropuchy obrovské. Kromě jedu mají ropuchy obrovské ještě další ochranu před predátory - zaujmou výhrůžný postoj, při kterém se nafouknou a vypadají tak větší.
Většina žab rozpoznává kořist zrakem - podle jejích pohybů. Ropuchy obrovské jsou schopny najít potravu také čichem. Z toho důvodu nejsou omezeny na konzumaci živé kořisti a mohou žrát mrtvou kořist, rostliny, žrádlo pro psy nebo domácí odpad. Jsou aktivní hlavně v noci a pohybují se i velice daleko od vody.
Dospělé ropuchy obrovské žijí plně suchozemský život a do vody chodí pouze kvůli rozmnožování. Pulci se vyvíjí ve sladké vodě. Bylo zjištěno, že jsou schopni tolerovat koncentraci soli ve vodě odpovídající asi 15% slanosti mořské vody. Vajíčka i pulci jsou jedovatí. Ropuchy obrovské obývají otevřené pastviny, kulturní krajinu i mírně zalesněné oblasti, ale obecně se vyhýbají mohutně zalesněným územím. To brzdí jejich šíření v některých oblastech, kam byly vysazeny.
V oblasti svého původního rozšíření je ropucha obrovská (včetně vývojových stádií) kořistí pro mnoho druhů predátorů. Patří mezi ně kajman šíronosý (Caiman latirostris), had Leptodeira annulata z čeledi užovkovitých), některé druhy úhořů, mnoho druhů halančíků, vějířovek a jim příbuzných ryb, některé druhy sumcovitých ryb (řád Siluriformes) a některé druhy ibisů. Někteří predátoři z oblastí nepůvodního výskytu ropuchy obrovské se ji také naučili úspěšně požírat.

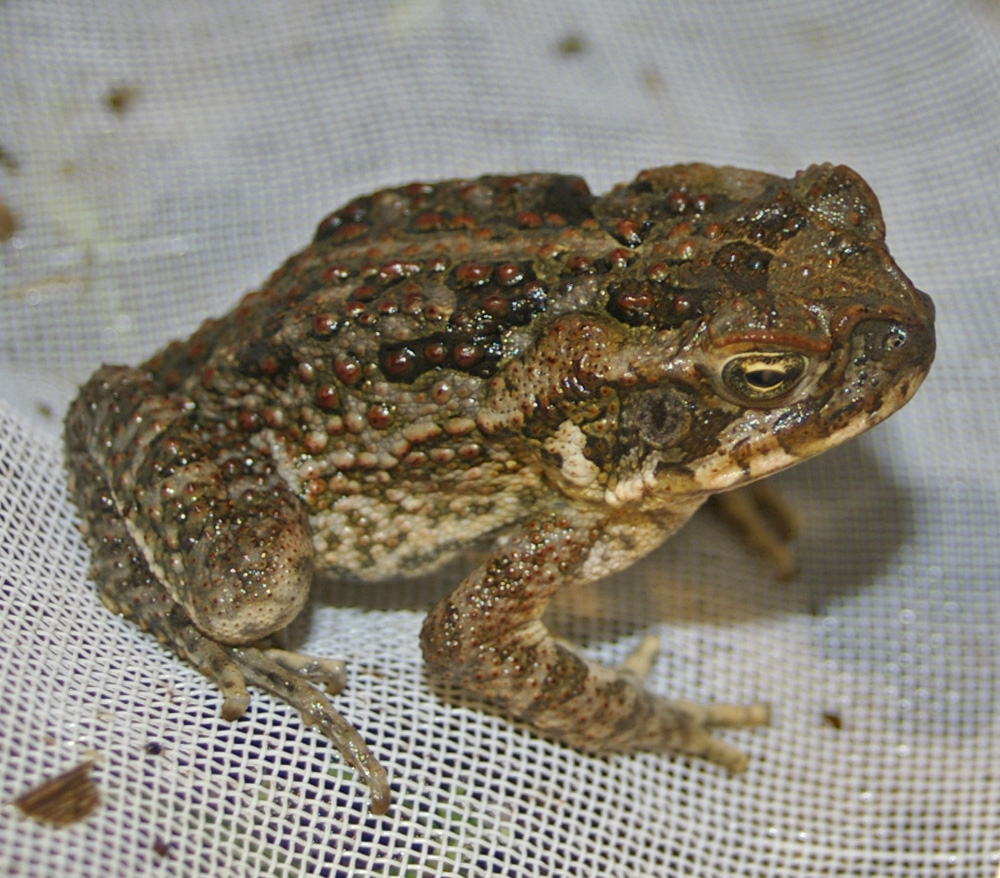
Mladý jedinec

Mezi ně patří luňák hvízdavý (Haliastur sphenurus), myš bobří (Hydromys chrysogaster), krysa obecná (Rattus rattus) a varan skvrnitý (Varanus salvator). Byl pozorováni také lelkouni soví (Podargus strigoides) a lelkouni papuánští (Podargus papuensis) krmící se na ropuchách obrovských. Tito predátoři jsou buď obdařeni jistou snášenlivostí k ropušímu jedu nebo přizpůsobeními v chování, které jim při konzumaci umožňují vyhnout se nejjedovatějším částem ropušího těla.

### Jed
Bufotenin, jedna z látek vylučovaných ropuchou obrovskou, spadá podle australského práva do stejné skupiny drog jako heroin a marihuana. Může způsobovat mírné halucinace, přetrvávající méně než hodinu. Ropucha obrovská vylučuje bufotenin ve velmi malém množství a ostatní toxiny v relativně velkém množství. Olizování ropuch proto může vyústit ve vážné zdravotní potíže nebo smrt.

## Rozšíření
Oblast přirozeného rozšíření ropuchy obrovské sahá od údolí řeky Rio Grande na jihu Texasu po centrální Amazonii a jihovýchodní Peru. Tato oblast zahrnuje prostředí tropických lesů i polopouští. Hustota populace ropuchy obrovské je v oblasti jejího přirozeného výskytu podstatně nižší než v oblastech vysazení. V Jižní Americe je zaznamenána hustota populace 20 dospělců na 100 metrů pobřeží. V Austrálii dosahuje hustota populace 1000 až 2000 dospělců na 100 metrů pobřeží.

### Zavlečení po světě
Ropucha obrovská byla vysazena na mnoha místech světa jako způsob boje proti zemědělským škůdcům. Do roku 1840 byly tyto žáby vysazeny na Martiniku, Barbadosu a Jamajce. Na Jamajce byly úspěšně použity ke snížení populace krys.
V roce 1920 byly vysazeny na ostrově Portoriko za účelem boje s brouky škodícími na cukrové třtině. Během následujících let se populace škodlivých brouků znatelně zmenšila. To bylo samozřejmě přičítáno ropuše obrovské, přestože svou roli mohly sehrát i jiné faktory. Během šestiletého období po roce 1931 (kdy byly ropuchy nejvíc plodné a populace brouků dramaticky klesla) byly na ostrově zaznamenány největší úhrny dešťových srážek za celou dobu měření. Předpoklad, že ropuchy dokázaly zbavit plantáže škůdců vedl k mnoha vysazením na mnoha dalších místech světa.
Mezi části světa kde jsou zavlečené populace ropuchy obrovské patří Austrálie, Florida, Papua Nová Guinea, Filipíny, japonské ostrovy Ogasawara a Rjúkjú, většina ostrovů Karibiku a mnoho ostrovů Pacifiku, včetně Havajských ostrovů a Fidži.

#### Austrálie
Ropucha obrovská patří do poměrně početné skupiny zavlečených druhů, způsobujících v Austrálii problémy. Kromě ní jsou dobře známí králíci, lišky, kočky nebo stromy druhu Mimosa pigra.

Expanze ropuchy obrovské v Austrálii v letech 1940 - 1980

Ropuchy obrovské byly do Austrálie přivezeny v červnu 1935, aby bojovaly se zdejším škodlivým broukem Dermolepida albohirtum. V zajetí se ihned množily a v srpnu 1935 bylo více než 3000 mladých ropuch vypuštěno v několika oblastech australského státu Queensland. Po vypuštění ropuchy prudce zmnohonásobily svou populaci. Teď je jich okolo 200 milionů. Ropuchy vytrvale rozšiřovaly oblast svého rozšíření v Queenslandu, až v roce 1978 dosáhly hranice s Novým Jižním Walesem a v roce 1984 hranice se Severním Teritoriem. Je zajímavé, že ropuchám na západní hranici rozšíření se vyvinuly delší nohy. Je to připisováno tomu, že takovéto ropuchy mohou cestovat dále a rychleji. Jako následek delších nohou, větších těl a rychlejšího pohybu se u asi 10% „průkopnických“ ropuch projevila artritida. Odhaduje se, že ropuchy se šíří průměrnou rychlostí 40 kilometrů za rok.
Dopad ropuchy obrovské na australský ekosystém je nezanedbatelný. Byl zaznamenán strmý pokles populace kunovce Dasyurus hallucatus poté, co ropuchy obsadily danou oblast. Také existují četná pozorování úbytku populací varanů a hadů po příchodu ropuch. Různé studie vyhodnotily, že největším rizikem pro ekosystém je požírání ropuch zdejšími predátory, kteří se tak otráví. Jiné faktory, jako potravní konkurence nebo požírání původních druhů ropuchami, byly vyhodnoceny jako méně rizikové.
Od roku 2005 bylo ke snížení stavů ropuch používáno ultrafialové světlo. Toto světlo totiž přitahuje můry, které ropuchám velice chutnají. Přivábené ropuchy jsou chytány a usmrceny. V červnu 2006 Queenslandská univerzita ohlásila genový výzkum za účelem udělat z ropuších samic samce. To by znemožnilo ropuchám další rozmnožování a populace by se zredukovala.